# 1AR1 Polozsennya–2
Az 1AR1 Polozsennya–2 (cirill betűkkel: 1АР1 Положення-2) ukrán akusztikus tüzérségi felderítő rendszer, amelyet az odesszai Molnyija tervezőiroda fejlesztett ki az 1990-es évek végén és a lvivi LORTA vállalat gyárt 2015-től. A rendszer tüzérségi lövegek és aknavetők tüzelési pozícióinak felderítésére alkalmas. A rendszer hordozó járműve az MT-LBu univerzális páncélozott jármű.

## Története
A fejlesztés 1995-ben kezdődött az odesszai Molnyija tervezőirodában és 2012-ben fejeződött be. A fejlesztésben részt vett a ternopili Orion rádiógyár, a zaporizzsjai Ragyioprilad rádiógyár és a szmilai Orizon-Navihacija vállalat. A berendezés tesztjeit a javorivi katonai gyakorlótéren végezték, ahol 152 mm-es D–20-as ágyúkkal és 120 mm-es 2B11 típusú aknavetőkkel tesztelték a rendszert. A sikeres teszteket követően 2013-ban rendszeresítették az Ukrán Fegyveres Erőknél. A 2014-es kelet-ukrajnai orosz agresszió során egy példányát már bevetették ukrán oldalon. A sorozatgyártása 2015-ben kezdődött el Lvivben a LORTA vállalatnál, ahol a rendszerhez felhasznált orosz eredetű berendezések ukrán gyártásúakkal váltották ki.

## Jellemzői
Az akusztikus jelek hang vételére a PR–101 akusztikus érzékelők szolgálnak. Ezeket hármas csoportokban telepítik különböző pozíciókban. A jármű összesen kilenc akusztikus vevővel van felszerelve, így három akusztikus bázissal rendelkezik. Az akusztikus bázisok és a jármű között tikosított kommunikációs csatorna működik. Az akusztikus vevők által fogott hangjeleket a járművön elhelyezett központi egység dolgozza fel és és az interferometrián alapulva kiszámítja a hangforrás pozícióját. A rendszer emellett egy Polozsennya–2AMK meteorológiai állomással is el van látva. Aknavetők esetén 8 km-ig, tüzérségi lövegek esetében 35 km-ig hatásos a berendezés.